# Philip Doddridge
Philip Doddridge (Londra, 26 giugno 1702 – Lisbona, 26 ottobre 1751) è stato un teologo inglese, puritano, leader del nonconformismo, vissuto nel XVIII secolo.

## Biografia
Nato nella capitale britannica, figlio del mercante Daniel Doddridge e della figlia orfana del reverendo John Bauman, luterano scappato da Praga per sfuggire alle persecuzioni religiose, Philip Doddrige passò lungo tempo presso la scuola di linguistica di Kingston sul Tamigi.
Studiò prima in una scuola privata a Londra per poi passare nel 1712 alla scuola di Kingston.
Intorno al 1715 venne trasferito in una scuola privata a St Albans, dove subì la forte influenza del ministro presbiteriano Samuel Clarke (che non deve essere confuso con il più celebre ministro anglicano e filosofo omonimo).
Philip Doddridge declinò offerte che lo avrebbero introdotto alla carriera nella Chiesa anglicana o giuridica; nel 1719 scelse invece di entrare nella liberale accademia dei Nonconformisti o Dissidenti a Kibworth, nel Leicestershire. Qui seguì gli insegnamenti del Rev. John Jennings, a cui Doddridge successe poco dopo, nel 1723.
Più tardi quell'anno, ad un incontro generale di ministri Nonconformisti, Philip Doddridge fu scelto per guidare l'accademia in una nuova sede a Market Harborough. Sempre in quell'anno fu invitato ad assumere il ruolo di pastore di una congregazione indipendente a Northampton, posizione che accettò.
Per i venti anni successivi Philip Doddridge proseguì nel suo lavoro accademico e pastorale e sviluppò strette relazioni con numerosi religiosi revivalisti e indipendenti, grazie ad una intesa attività di incontri e corrispondenza. Con questo approcciò aiuto a stabilire e mantenere un circolo di influenti e indipendenti religiosi, pensatori e scrittori, fra cui il Dr Isaac Watts. Fu anche un prolifico autore e nella sua vita scrisse oltre quattrocento inni religiosi.
Nel 1736 entrambe le università di Aberdeen gli attribuirono il titolo di Divinitatis Doctor. Questa intensa attività lavorativa lo condusse a tanti impegni e corrispondenza che interferì con i suoi doveri pastorali e accademici.
Come detto, Doddridge fu uno scrittore prolifico. Il suo The Rise and Progress of Religion in the Soul fu tradotto in sette lingue. Charles Spurgeon vi si riferì chiamandolo "quel libro santo". La lettura di questo libro spinse William Wilberforce, che conduceva una campagna contro gli slavi, a diventare Cristiano. Scrisse inoltre commenti al Nuovo Testamento e numerosi saggi teologici. Molti dei suoi 400 inni furono scritti come riassunti dei suoi sermoni e furono di aiuto alla congregazione ad assimilare ciò che veniva loro insegnato.
Nel 1751 la salute di Philip Doddridge, che già era precaria, ebbe un pesante peggioramento. Salpò per Lisbona il 30 settembre, ma il cambio di ambiente gli fu fatale e morì.
Philip Doddridge lavorò per unificare il movimento Nonconformista, che ebbe grande appeal, coinvolgendo elementi di riconosciuta grande cultura, senza però dimenticare le persone meno istruite.
Il suo capolavoro, il già citato The Rise and Progress of Religion in the Soul (1745), dedicato a Isaac Watts, ebbe numerose ristampe e influenzò molto la cultura anglosassone del tempo. Altre sue importanti opere sono The Family Expositor (6 vol., 1739-1756); Life of Colonel Gardiner (1747) e Course of Lectures on Pneumatology, Ethics and Divinity (1763).
Molti dei suoi inni, come O God of Bethel, by whose hand, vengono utilizzati ancora oggi nei Paesi di lingua inglese.